# Ленск (Пермский край)
Ленск — село в Пермском крае России. 
Входит в Кунгурский район в рамках административно-территориального устройства и в Кунгурский муниципальный округ в рамках организации местного самоуправления.

## География
Село находится в южной части Кунгурского района примерно в 21 километрах от Кунгура по прямой на юго-запад.

## Население
Постоянное население составляло 1169 человек в 2002 году (97 % русские), 1163 человека в 2010 году.

## История
Село известно с 1651 года как деревня Степаново Городище. В 1675 году упоминалась уже как село Предтеченское (по местной церкви), затем — Степаново. Ещё известно было одно наименование — Степановский острожек. В 1922 году переименовано в Ленское (в память о Ленском расстреле 1912 года). В период 1930—1980-х годов существовали колхозы «Вперёд», «Путь к коммунизму», им. Ленина, совхоз «Ленский». 
До 2004 года село было центром сельсовета, а с 2004 до 2020 гг. — административным центром Ленского сельского поселения Кунгурского муниципального района.

## Инфраструктура
Сельскохозяйственные предприятие ООО «Совхоз Ленский». В селе имеются отделение связи, средняя школа, детсад, дом культуры, здание Иоанно-Предтеченской каменной церкви.

## Климат
Климат умеренно-континентальный с продолжительной снежной зимой и коротким, умеренно-тёплым летом. Средняя температура июля составляет +17,8 0С, января −15,6 0С. Среднегодовая температура воздуха составляет +1,3°С. Средняя продолжительность периода с отрицательными температурами составляет 168 дней и продолжительность безморозного периода 113 дней. Среднее годовое количество осадков составляет 539 мм.